# دی‌تیواوگزامید
دی‌تیواوگزامید (به انگلیسی: Dithiooxamide) یک ترکیب شیمیایی با شناسه پاب‌کم ۲۷۷۷۹۸۲ است. 